# Delpher
Delpher è un sito web che offre accesso libero, gratuito e in accesso integrale a più di 1 milioni di riviste, 180.000 libri e 1.5 milioni di pagine di periodici, oltre a testimonianze storiche risalenti al XVIII secolo.
I contenuti sono tutti in lingua olandese e vengono alimentati da biblioteche, musei e altre istituzioni culturali.
La collezione include:
- libri: 180.000 libri, datati dal XVIII secolo in avanti;
- periodici: 80 titoli dal 1850 al 1940;
- giornali: 8 milioni di pagine provenienti da testate pubblicate fra il 1618 e il 1995 nei Paesi Bassi, a Surinam e nelle colonie delle Antille e delle Indie orientali, pari a circa il 10% della produzione editoriale in lingua olandese di quel periodo;
- agenzie stampa: 1.8 di agenzie della Algemeen Nederlands Persburea, la maggior agenzia stampa olandese, diffusi via radio tra il 1937 e il 1984.[1]